# 辽宁行政长官列表
本表列出历代历任管辖今辽宁省及其前身政区的主要行政长官或职权相当的军政长官。

## 明朝
- 山东承宣布政使司：；布政使
- 辽东都指挥使司（前期在建制上属于山东承宣布政使司，又称山东行都司）都指挥使
- （辽东巡抚衙署）辽东巡抚（巡撫遼東地方贊理軍務）

## 清朝
- 康熙元年（1662年）置辽东將軍，后改为奉天将军、盛京将军（镇守盛京等处将军，从一品驻防将军）。
- 光緒二年（1876年），盛京将军加總督、兵部尚書和都察院右都御史的頭銜，並且兼任盛京兵、刑二部尚書及奉天府府尹。
- 光緒三十三年（1907年），東北改制，三個驻防將軍轄區改建為行省，裁撤吉林将军和黑龙江将军，改盛京將軍为東三省總督，並加授欽差大臣的頭銜，駐地分別為三省的省會。
- 宣統二年（1910年），東三省總督兼任奉天巡撫，称“總督東三省等處地方兼管三省將軍、奉天巡撫事”。

## 中華民國
奉天民政長、巡按使
1. 趙爾巽（1912年3月－11月）
2. 張錫鑾（1912年－1913年）
3. 許世英（1913年－1914年）
4. 張錫鑾（1914年1月－9月）
5. 張元奇（1914年－1915年）
6. 段芝貴（1915年－1916年）

奉天省省長
1. 張作霖（1916年－1920年）
2. 王永江（1920年－1926年）
3. 莫德惠（1926年－1927年）
4. 劉尚清（1927年－1928年）
5. 翟文選（1928年12月）

遼寧省政府主席
1. 翟文選（1929年1月－1930年1月）
2. 臧式毅（1930年1月－1931年9月）
3. 米春霖（1931年9月－1932年8月）
4. 唐聚五（1932年8月－）
5. 萬福麟（1940年5月－1945年9月）
6. 徐　箴（1945年9月－1948年2月）
7. 王鐵漢（1948年2月－1948年10月）

## 中华人民共和国
| 姓名   | 籍贯     | 在任时间              | 曾任最高职务                                                     | 备注                                                                                   |  |
| ------ | -------- | --------------------- | ---------------------------------------------------------------- | -------------------------------------------------------------------------------------- |  |
| 杜者蘅 | 奉天开原 | 1954年8月－1958年12月 | 辽宁省省长                                                       | 1955年2月以前称辽宁省人民政府主席， 之后称辽宁省人民委员会省长 1975年11月8日在沈阳逝世 |  |
| 黄欧东 | 江西永丰 | 1958年12月－1968年5月 | 中共辽宁省委第一书记                                             | 1993年11月28日在沈阳逝世                                                               |  |
| 陈锡联 | 湖北黄安 | 1968年5月－1973年12月 | 中共中央政治局委员 国务院副总理                                  | 辽宁省革命委员会主任 1999年6月10日在北京逝世                                           |  |
| 曾绍山 | 安徽金寨 | 1975年9月－1978年9月  | 中共辽宁省委第一书记                                             | 辽宁省革命委员会主任 1995年1月26日在济南逝世                                           |  |
| 任仲夷 | 河北威县 | 1978年9月－1980年1月  | 中共中央顾问委员会委员 中共广东省委第一书记 中共辽宁省委第一书记 | 辽宁省革命委员会主任 2005年11月15日在广州逝世                                          |  |
| 陈璞如 | 山东博兴 | 1980年1月－1982年4月  | 铁道部部长                                                       | 辽宁省人民政府省长 1998年12月11日在北京逝世                                            |  |
| 全树仁 | 辽宁新民 | 1982年4月－1986年7月  | 中共辽宁省委书记                                                 | 2008年12月1日在沈阳逝世                                                                |  |
| 李长春 | 辽宁大连 | 1986年7月－1990年7月  | 中共中央政治局常委                                               |                                                                                        |  |
| 岳歧峰 | 河北大名 | 1990年7月－1994年5月  | 中共黑龙江省委书记                                               | 2008年3月24日在北京逝世                                                                |  |
| 闻世震 | 辽宁海城 | 1994年5月－1998年1月  | 中共辽宁省委书记                                                 | 2021年7月27日在北京逝世                                                                |  |
| 张国光 | 辽宁绥中 | 1998年1月－2001年1月  | 辽宁省省长 湖北省省长                                            | 2004年2月在湖北省省长任内因受贿落马                                                    |  |
| 薄熙来 | 山西定襄 | 2001年1月－2004年2月  | 中共中央政治局委员（2012年4月免） 中共重庆市委书记               | 国务院前副总理薄一波之子                                                               |  |
| 张文岳 | 福建浦城 | 2004年2月－2007年12月 | 中共辽宁省委书记                                                 |                                                                                        |  |
| 陈政高 | 辽宁海城 | 2007年12月－2014年4月 | 住房和城乡建设部部长                                             | 2024年6月16日在北京逝世                                                                |  |
| 李希   | 甘肃两当 | 2014年4月－2015年5月  | 现任中共中央政治局常委，中央纪委书记                             | 中共中央政治局委员，中共广东省委书记                                                   |  |
| 陈求发 | 湖南城步 | 2015年5月－2017年10月 | 中共辽宁省委书记，省人大常委会主任                               |                                                                                        |  |
| 唐一军 | 山东莒县 | 2017年10月－2020年5月 | 司法部部长                                                       | 江西省政协主席 2024年4月在江西省政协主席任内因受贿落马                                 |  |
| 刘宁   | 吉林临江 | 2020年7月－2021年10月 | 现任中共河南省委书记，省人大常委会主任                           | 中共广西壮族自治区党委书记，自治区人大常委会主任                                       |  |
| 李乐成 | 湖北监利 | 2021年10月－2025年2月 | 现任工业与信息化部党组书记                                       |                                                                                        |  |
| 王新伟 | 河南宝丰 | 2025年3月－           | 现任中共辽宁省委副书记，沈阳市委书记 省人民政府省长              |                                                                                        |  |